# Самар, Валерий Валерьевич
Вале́рий Вале́рьевич Са́мар (укр. Валерій Валерійович Самар; 31 августа 2001, Киев) — украинский футболист, защитник клуба «Левый берег».

## Биография
Родился в Киеве, воспитанник столичной «Смены». В ДЮФЛУ с 2014 по 2019 год выступал за киевскую «Смену-Оболонь». В начале августа 2019 года оказался в структуре «Александрии». В сезоне 2019/20 выступал за юношескую (U-19) команду «горожан», а в следующем сезоне — за молодёжную. Впервые в заявку первой команды «Александрии» попал 30 сентября 2020 года на победный (4:1) поединок кубка Украины против петровского «Ингульца», но просидел все 90 минут на скамейке запасных. Впервые в заявку на Премьер-лигу Украины попал 4 октября 2020 года, на проигранный (2:3) выездной поединок 5-го тура против донецкого «Олимпика», но снова просидел все 90 минут на скамейке запасных. Сезон 2021/22 начал выступлениями за юношескую команду клуба. В феврале 2022 года побывал на просмотре в «Ниве», но тернопольской команде не подошёл. В начале июня 2022 года свободным агентом покинул «Александрию».
В конце июля 2023 года усилил «Левый берег». В футболке столичного клуба дебютировал 2 августа 2023 года в победном (2:1) выездном поединке 2-го раунда кубка Украины против «Чернигова». Валерий вышел на поле в стратовом составе и отыграл весь матч. В Первой лиге Украины дебютировал 19 августа 2023 года в проигранном (1:2) выездном поединке 4-го тура группы Б против петровского «Ингульца». Самар вышел на поле в стартовом составе и отыграл весь матч. Первым голом за «Левый берег» отличился 17 сентября 2023 года на 12-й минуте победного (6:0) домашнего поединка 8-го тура группы Б Первой лиги Украины против кременчугского «Кременя». Валерий вышел на поле в стартовом составе и отыграл весь матч. В сезоне 2023/24 сыграл 12 матчей (1 гол) в Первой лиге, 3 матча в кубке Украины и 4 поединка в Турнире за место в УПЛ. В последнем из вышеуказанных турниров «Левый берег» стал победителем и впервые в собственной истории получил путевку в элиту украинского футбола.
В Премьер-лиге Украины дебютировал 4 августа 2024 года в проигранном (0:1) выездном поединке 1-го тура против черкасского ЛНЗ. Самар вышел на поле в стратовом составе и отыграл весь матч.